# Philodromus corradii
Philodromus corradii là một loài nhện trong họ Philodromidae.
Loài này thuộc chi Philodromus. Philodromus corradii được Lodovico di Caporiacco miêu tả năm 1941.